# 수소형 원자
수소형 원자(영어: Hydrogen-like atom또는 수소성 원자(hydrogenic atom))는 단일 원자가 전자를 가진 모든 원자 또는 이온이다. 이 원자들은 수소와 등전자성이다. 수소형 원자의 예로는 수소 자체, Rb 및 Cs과 같은 모든 알칼리 금속, Ca+ 및 Sr+과 같은 단일 이온화된 알칼리 토금속, 그리고 He+, Li2+, Be3+과 같은 다른 이온 및 위의 어떤 동위 원소도 포함되지만 이에 국한되지 않는다. 수소형 원자는 원자핵과 핵심부 전자로 구성된 양전하를 띤 핵과 단일 원자가 전자를 포함한다. 헬륨은 우주에서 흔하기 때문에 단일 이온화된 헬륨의 분광학은 예를 들어 DO 백색왜성의 EUV 천문학에서 중요하다.
수소 원자에 대한 비상대론적 슈뢰딩거 방정식과 상대론적 디랙 방정식은 두 입자 물리계의 단순성 때문에 분석적으로 풀 수 있다. 단일 전자 파동 함수 해는 수소형 원자 궤도함수라고 불린다. 수소형 원자는 해당 궤도함수가 수소 원자 궤도함수와 유사성을 갖기 때문에 중요하다.
뮤오늄(반뮤온 주위를 도는 전자), 포지트로늄(전자와 양전자), 특정 별난 원자(다른 입자로 형성됨) 또는 리드버그 원자(하나의 전자가 너무 높은 에너지 상태에 있어 나머지 원자를 효과적으로 점전하로 보는 경우)와 같은 다른 계도 "수소형 원자"라고 불릴 수 있다.

## 슈뢰딩거 해
비상대론적인 슈뢰딩거 방정식의 해에서, 수소형 원자 궤도함수는 단일 전자 각운동량 연산자 L과 그 z 성분 Lz의 고유함수이다. 수소형 원자 궤도함수는 주양자수 n, 방위 양자수 l, 자기양자수 m의 값에 의해 고유하게 식별된다. 에너지 고유값은 l 또는 m에 의존하지 않고 오직 n에만 의존한다. 여기에 스핀 양자수 ms = ±1⁄2의 이중 값이 추가되어 쌓음 원리의 기반을 마련한다. 이 원리는 다중 전자 원자의 전자 배열에서 네 가지 양자수의 허용 값을 제한한다. 수소형 원자에서는 고정된 n과 l, m과 s가 특정 값 사이에서 변하는 모든 퇴화 궤도함수(아래 참조)가 원자 껍질을 형성한다.
전자 간의 쿨롱 상호작용으로 인한 계산상의 어려움 때문에, 둘 이상의 전자를 가진 원자 또는 이온의 슈뢰딩거 방정식은 분석적으로 풀리지 않았다. 양자 역학 계산에서 (근사적인) 파동 함수 또는 기타 특성을 얻기 위해서는 수치적 방법을 적용해야 한다. 해밀토니언의 구형 대칭성 때문에, 원자의 총 각운동량 J는 보존량이다. 많은 수치적 절차는 단일 전자 연산자 L 및 Lz의 고유함수인 원자 궤도함수의 곱으로부터 시작한다. 이 원자 궤도함수의 반경 부분은 때로는 수치 테이블이거나 때로는 슬레이터 궤도함수이다. 각운동량 결합에 의해 J2 (그리고 아마도 S2)의 다전자 고유함수가 구성된다.
양자화학 계산에서 수소형 원자 궤도함수는 완전하지 않기 때문에 확장 기저로 사용될 수 없다. 완전한 집합을 얻기 위해서는 (즉, 단일 전자 힐베르트 공간의 모든 것을 포함하기 위해서는) 비제곱 적분 가능한 연속체 (E > 0) 상태를 포함해야 한다.
가장 간단한 모델에서, 수소형 원자/이온의 원자 궤도함수는 구형 대칭 퍼텐셜에서의 슈뢰딩거 방정식에 대한 해이다. 이 경우, 퍼텐셜 항은 쿨롱 법칙에 의해 주어진 퍼텐셜이다:
{\displaystyle V(r)=-{\frac {1}{4\pi \varepsilon _{0}}}{\frac {Ze^{2}}{r}}}
여기서
- ε0는 진공의 유전율,
- Z는 원자 번호(핵에 있는 양성자 수),
- e는 기본 전하(전자의 전하),
- r은 핵으로부터 전자의 거리이다.

파동 함수를 함수의 곱으로 작성하면:
{\displaystyle \psi (r,\theta ,\phi )=R_{nl}(r)Y_{\ell m}(\theta ,\phi )}
(구면 좌표에서), 여기서 {\displaystyle Y_{\ell m}}은 구면 조화 함수이며, 다음 슈뢰딩거 방정식을 얻는다:
{\displaystyle -{\frac {\hbar ^{2}}{2\mu }}\left[{\frac {1}{r^{2}}}{\frac {\partial }{\partial r}}\left(r^{2}{\frac {\partial R(r)}{\partial r}}\right)-{\frac {l(l+1)R(r)}{r^{2}}}\right]+V(r)R(r)=ER(r),}
여기서 {\displaystyle \mu }는 대략 전자의 질량이며 (더 정확하게는 전자와 핵으로 구성된 시스템의 환산 질량이다), {\displaystyle \hbar }는 환산 플랑크 상수이다.
l의 다른 값은 다른 각운동량을 가진 해를 제공하며, 여기서 l (음이 아닌 정수)은 궤도 각운동량의 양자수이다. 자기양자수 m ({\displaystyle -l\leq m\leq l}을 만족)은 z축 상의 궤도 각운동량의 (양자화된) 투영이다. 이 방정식의 해를 도출하는 단계는 여기를 참조하라.

### 비상대론적 파동 함수 및 에너지

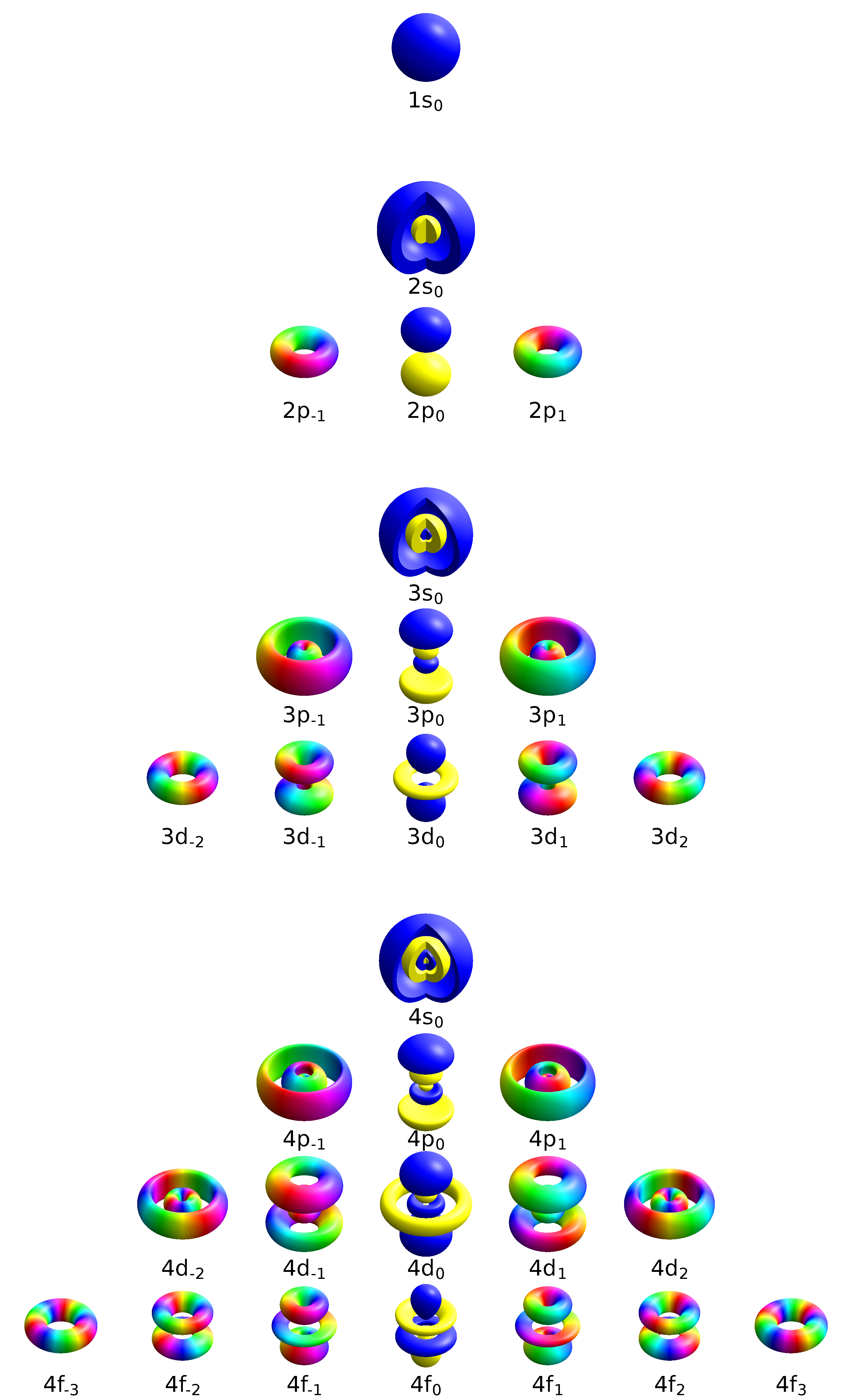

l과 m 외에, R에 가해진 경계 조건으로부터 세 번째 정수 n > 0이 나타난다. 위 방정식을 푸는 함수 R과 Y는 이러한 정수값에 의존하며, 이 정수들을 양자수라고 부른다. 파동 함수에 의존하는 양자수 값을 아래첨자로 쓰는 것이 일반적이다. 정규화된 파동 함수의 최종 표현은 다음과 같다:
{\displaystyle \psi _{n\ell m}=R_{n\ell }(r)\,Y_{\ell m}(\theta ,\phi )}
{\displaystyle R_{n\ell }(r)={\sqrt {{\left({\frac {2Z}{na_{\mu }}}\right)}^{3}{\frac {(n-\ell -1)!}{2n{(n+\ell )!}}}}}e^{-Zr/{na_{\mu }}}\left({\frac {2Zr}{na_{\mu }}}\right)^{\ell }L_{n-\ell -1}^{(2\ell +1)}\left({\frac {2Zr}{na_{\mu }}}\right)}
여기서:
- {\displaystyle L_{n-\ell -1}^{(2\ell +1)}}는 일반화 라게르 다항식이다.
- {\displaystyle a_{\mu }={\frac {4\pi \varepsilon _{0}\hbar ^{2}}{\mu e^{2}}}={\frac {\hbar c}{\alpha \mu c^{2}}}={\frac {m_{\mathrm {e} }}{\mu }}a_{0}} 여기서 {\displaystyle \alpha }는 미세 구조 상수이다. 여기서 {\displaystyle \mu }는 핵-전자 시스템의 환산 질량, 즉 {\displaystyle \mu ={{m_{\mathrm {N} }m_{\mathrm {e} }} \over {m_{\mathrm {N} }+m_{\mathrm {e} }}}}이며, {\displaystyle m_{\mathrm {N} }}은 핵의 질량이다. 일반적으로 핵은 전자보다 훨씬 무겁기 때문에 {\displaystyle \mu \approx m_{\mathrm {e} }}이다 (하지만 포지트로늄의 경우 {\displaystyle \mu =m_{\mathrm {e} }/2}). {\displaystyle a_{0}}는 보어 반지름이다.
- {\displaystyle E_{n}=-\left({\frac {Z^{2}\mu e^{4}}{32\pi ^{2}\epsilon _{0}^{2}\hbar ^{2}}}\right){\frac {1}{n^{2}}}=-\left({\frac {Z^{2}\hbar ^{2}}{2\mu a_{\mu }^{2}}}\right){\frac {1}{n^{2}}}=-{\frac {\mu c^{2}Z^{2}\alpha ^{2}}{2n^{2}}}.}
- {\displaystyle Y_{\ell m}(\theta ,\phi )\,} 함수는 구면 조화 함수이다.

각 파동 함수로 인한 반전성은 {\displaystyle {\left({-1}\right)}^{\ell }}이다.

### 양자수
양자수 {\displaystyle n}, {\displaystyle \ell } 및 {\displaystyle m}은 정수이며 다음 값을 가질 수 있다:
{\displaystyle n=1,2,3,4,\dots }
{\displaystyle \ell =0,1,2,\dots ,n-1}
{\displaystyle m=-\ell ,-\ell +1,\ldots ,0,\ldots ,\ell -1,\ell }
이러한 양자수들의 군 이론적 해석은 이 문서를 참조하라. 특히, 이 문서는 {\displaystyle \ell <n\,}과 {\displaystyle -\ell \leq m\leq \,\ell }이 성립하는 군 이론적 이유를 제시한다.

### 각운동량
각 원자 궤도함수는 각운동량 L과 관련되어 있다. 이것은 벡터 연산자이며, 그 제곱 L2 ≡ Lx2 + Ly2 + Lz2의 고유값은 다음과 같이 주어진다:
{\displaystyle {\hat {L}}^{2}Y_{\ell m}=\hbar ^{2}\ell (\ell +1)Y_{\ell m}}
이 벡터를 임의의 방향으로 투영하는 것은 양자화된다. 임의의 방향을 z라고 하면, 양자화는 다음과 같이 주어진다:
{\displaystyle {\hat {L}}_{z}Y_{\ell m}=\hbar mY_{\ell m},}
여기서 m은 위에서 설명한 대로 제한된다. L2과 Lz가 교환하고 공통 고유 상태를 가지는 것은 하이젠베르크의 불확정성 원리와 일치한다. Lx와 Ly는 Lz와 교환하지 않으므로, 세 성분 모두의 고유 상태인 상태를 동시에 찾는 것은 불가능하다. 따라서 x와 y 성분의 값은 명확하지 않지만, 유한한 폭을 가진 확률 함수에 의해 주어진다. x와 y 성분이 잘 결정되지 않는다는 사실은 각운동량 벡터의 방향도 잘 결정되지 않는다는 것을 의미하지만, z축을 따른 성분은 명확하다.
이러한 관계는 전자의 총 각운동량을 제공하지 않는다. 이를 위해서는 전자 스핀이 포함되어야 한다.
이러한 각운동량의 양자화는 1913년에 닐스 보어가 파동 함수에 대한 지식 없이 제안한 것(보어 모형 참조)과 밀접하게 유사하다.

### 스핀-궤도 상호작용 포함
실제 원자에서 움직이는 전자의 스핀은 핵의 전기장과 상대론적 효과를 통해 상호작용할 수 있는데 이 현상을 스핀-궤도 상호작용이라고 한다. 이 결합을 고려하면, 스핀과 궤도 각운동량은 더 이상 보존되지 않으며, 이는 전자가 세차 운동하는 것으로 설명될 수 있다. 따라서 양자수 l, m, 그리고 스핀의 투영 ms는 스핀을 포함한 총 각운동량 j와 mj, 그리고 반전성의 양자수로 대체되어야 한다.
결합을 포함하는 해는 디랙 방정식에 대한 다음 섹션을 참조하라.

## 디랙 방정식의 해
1928년 영국에서 폴 디랙은 특수 상대성이론과 완벽하게 호환되는 방정식을 발견했다. 이 방정식은 같은 해에 독일의 발터 고르돈이 수소형 원자에 대해 (점전하 주변의 단순 쿨롱 퍼텐셜을 가정하여) 풀었다. 슈뢰딩거 방정식에서와 같이 단일 (혹은 복소수) 함수 대신, 4개의 복소수 함수로 구성된 비스피너를 찾아야 한다. 첫 번째와 두 번째 함수(또는 스피너의 구성 요소)는 (일반적인 기저에서) 스핀 "위" 및 스핀 "아래" 상태에 해당하며, 세 번째와 네 번째 구성 요소도 마찬가지이다.
"스핀 위" 및 "스핀 아래"라는 용어는 선택된 방향, 일반적으로 z 방향에 대한 상대적인 것이다. 전자는 스핀 위와 스핀 아래의 중첩 상태일 수 있으며, 이는 스핀 축이 다른 방향을 가리키는 것에 해당한다. 스핀 상태는 위치에 따라 달라질 수 있다.
핵 근처의 전자는 반드시 세 번째 및 네 번째 구성 요소에 대해 0이 아닌 진폭을 갖는다. 핵에서 멀리 떨어져서는 이들이 작을 수 있지만, 핵 근처에서는 커진다.

### 양자수

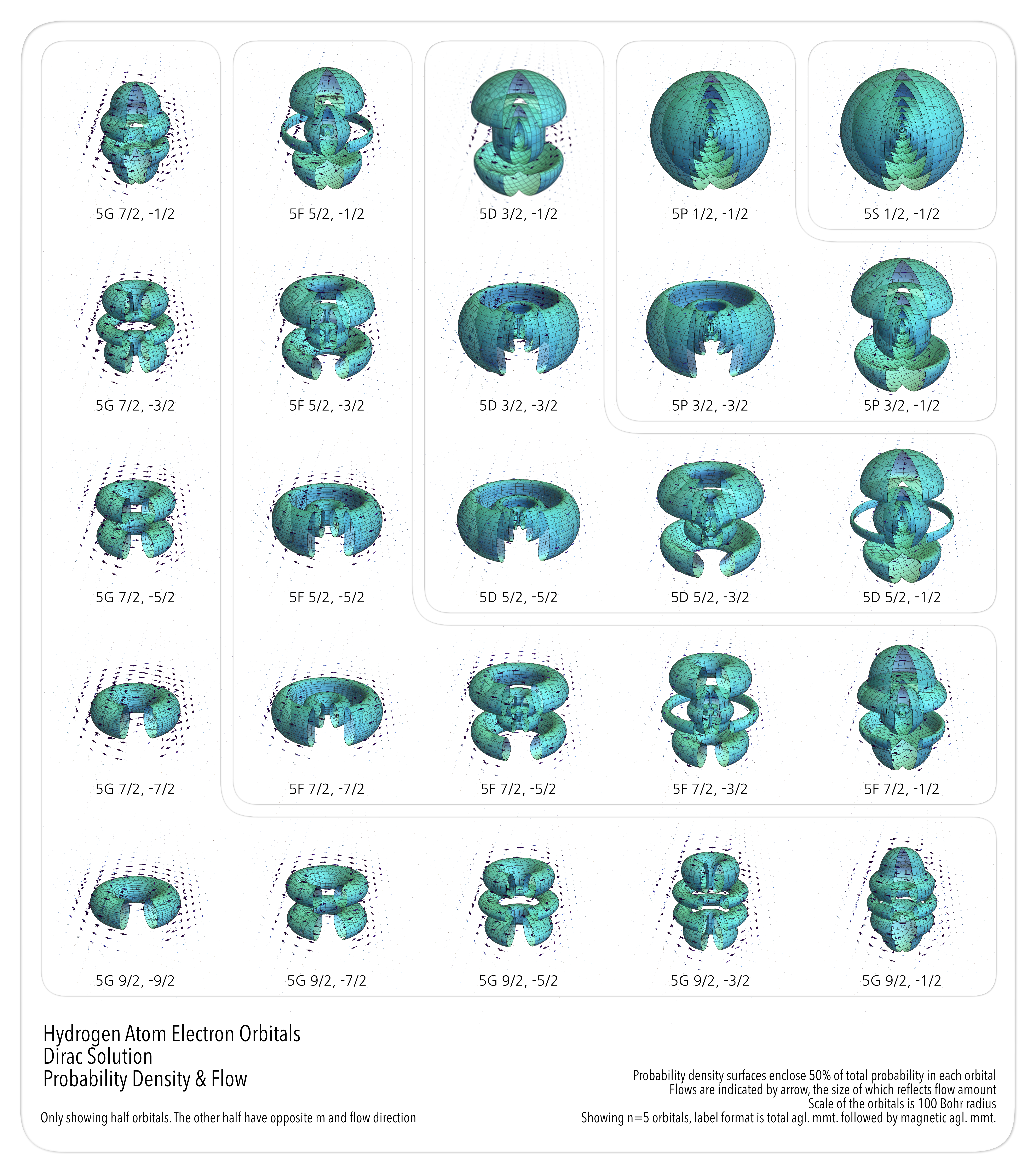
디랙 해에서 수소 원자 전자 궤도(n=5), 확률 밀도 및 흐름을 보여줌. 50% 확률 밀도에서 100 보어 반지름 스케일로 그려짐.

해밀토니언의 고유함수는 명확한 에너지를 갖는 함수(따라서 위상 변화를 제외하고는 진화하지 않음)를 의미하며, 이 에너지들은 (슈뢰딩거 방정식에서처럼) 양자수 n뿐만 아니라 n과 총 각운동량 양자수 j에 의해 특징지어진다. 양자수 j는 세 각운동량 제곱의 합이 j(j+1) (ħ2배)이 되도록 결정한다. 이 각운동량은 궤도 각운동량(ψ의 각도 의존성과 관련됨)과 스핀 각운동량(스핀 상태와 관련됨)을 모두 포함한다. 동일한 주양자수 n을 갖는 상태의 에너지 분할이 j의 차이로 인해 발생하는 현상을 미세 구조라고 한다. 총 각운동량 양자수 j는 1/2부터 n−1/2까지의 범위를 갖는다.
주어진 상태에 대한 궤도함수는 두 개의 반경 함수와 두 개의 각도 함수를 사용하여 작성할 수 있다. 반경 함수는 주양자수 n과 정수 k에 모두 의존하며, k는 다음과 같이 정의된다:
{\displaystyle k={\begin{cases}-j-{\tfrac {1}{2}}&{\text{if }}j=\ell +{\tfrac {1}{2}}\\j+{\tfrac {1}{2}}&{\text{if }}j=\ell -{\tfrac {1}{2}}\end{cases}}}
여기서 ℓ은 0부터 n−1까지의 범위를 갖는 방위 양자수이다. 각도 함수는 k와 −j부터 j까지 1단계씩 변하는 양자수 m에 의존한다. 상태는 ℓ이 0, 1, 2, 3 등과 같은 상태를 나타내는 문자 S, P, D, F 등으로 표시되며(방위 양자수 참조), 아래첨자로 j를 나타낸다. 예를 들어, n=4에 대한 상태는 다음 표에 주어져 있다 (이들은 n이 앞에 붙고, 예를 들어 4S1/2):
|               | m = −7/2 | m = −5/2 | m = −3/2 | m = −1/2 | m = 1/2 | m = 3/2 | m = 5/2 | m = 7/2 |
| ------------- | -------- | -------- | -------- | -------- | ------- | ------- | ------- | ------- |
| k = 3, ℓ = 3  |          | F5/2     | F5/2     | F5/2     | F5/2    | F5/2    | F5/2    |         |
| k = 2, ℓ = 2  |          |          | D3/2     | D3/2     | D3/2    | D3/2    |         |         |
| k = 1, ℓ = 1  |          |          |          | P1/2     | P1/2    |         |         |         |
| k = 0         |          |          |          |          |         |         |         |         |
| k = −1, ℓ = 0 |          |          |          | S1/2     | S1/2    |         |         |         |
| k = −2, ℓ = 1 |          |          | P3/2     | P3/2     | P3/2    | P3/2    |         |         |
| k = −3, ℓ = 2 |          | D5/2     | D5/2     | D5/2     | D5/2    | D5/2    | D5/2    |         |
| k = −4, ℓ = 3 | F7/2     | F7/2     | F7/2     | F7/2     | F7/2    | F7/2    | F7/2    | F7/2    |

이들은 추가적으로 아래첨자로 m을 붙여 표시할 수 있다. 주양자수 n을 가진 2n2개의 상태가 있으며, 가장 높은 j(j=n−1/2)를 제외한 허용된 j값에 대해서는 4j+2개가 있고, 가장 높은 j에는 2j+1개만 있다. 주어진 n과 j 값을 가진 궤도함수들은 디랙 방정식에 따라 동일한 에너지를 가지므로, 해당 에너지를 가진 함수의 공간에 대한 기저를 형성한다.

### 에너지
n과 |k| (j+1/2와 같음)의 함수로서의 에너지는 다음과 같다:
{\displaystyle {\begin{array}{rl}E_{n\,j}&=\mu c^{2}\left(1+\left[{\dfrac {Z\alpha }{n-|k|+{\sqrt {k^{2}-Z^{2}\alpha ^{2}}}}}\right]^{2}\right)^{-1/2}\\&\\&\approx \mu c^{2}\left\{1-{\dfrac {Z^{2}\alpha ^{2}}{2n^{2}}}\left[1+{\dfrac {Z^{2}\alpha ^{2}}{n}}\left({\dfrac {1}{|k|}}-{\dfrac {3}{4n}}\right)\right]\right\}\end{array}}}
(에너지는 물론 사용된 기준점에 따라 달라진다.) 만약 Z가 137보다 클 수 있다면(알려진 어떤 원소보다 높다면), S1/2 및 P1/2 궤도함수에 대해 제곱근 안에 음수 값이 나오며, 이는 이들이 존재하지 않는다는 것을 의미한다. 슈뢰딩거 해는 두 번째 식의 내부 괄호를 1로 대체하는 것에 해당한다. 슈뢰딩거 해로부터 계산된 가장 낮은 두 수소 상태 간의 에너지 차이의 정확도는 약 9 Ppm (약 10 eV 중 90 μeV 너무 낮음)인 반면, 동일한 에너지 차이에 대한 디랙 방정식의 정확도는 약 3 ppm (너무 높음)이다. 슈뢰딩거 해는 항상 디랙 방정식보다 약간 더 높은 에너지에 상태를 놓는다. 디랙 방정식은 일부 수소 준위를 상당히 정확하게 제공하지만(예를 들어 4P1/2 상태는 약 2×10−10 eV 너무 높은 에너지로 주어짐), 다른 일부는 덜 정확하다(예를 들어 2S1/2 준위는 약 4×10−6 eV 너무 낮음). 슈뢰딩거 해 대신 디랙 방정식을 사용하여 에너지에 대한 수정은 α2 차수이며, 이러한 이유로 α는 미세 구조 상수라고 불린다.

### 파동 함수의 일반 해
일반적인 경우, 양자수 n, k, m에 대한 디랙 방정식의 해는 다음과 같다:
{\displaystyle \Psi ={\begin{pmatrix}g_{n,k}(r)r^{-1}\Omega _{k,m}(\theta ,\phi )\\if_{n,k}(r)r^{-1}\Omega _{-k,m}(\theta ,\phi )\end{pmatrix}}={\begin{pmatrix}g_{n,k}(r)r^{-1}{\sqrt {(k+{\tfrac {1}{2}}-m)/(2k+1)}}Y_{k,m-1/2}(\theta ,\phi )\\-g_{n,k}(r)r^{-1}\operatorname {sgn} k{\sqrt {(k+{\tfrac {1}{2}}+m)/(2k+1)}}Y_{k,m+1/2}(\theta ,\phi )\\if_{n,k}(r)r^{-1}{\sqrt {(-k+{\tfrac {1}{2}}-m)/(-2k+1)}}Y_{-k,m-1/2}(\theta ,\phi )\\if_{n,k}(r)r^{-1}\operatorname {sgn} k{\sqrt {(-k+{\tfrac {1}{2}}+m)/(-2k+1)}}Y_{-k,m+1/2}(\theta ,\phi )\end{pmatrix}}}
여기서 Ω는 오른쪽에 보이는 두 구면 조화 함수 열이다. {\displaystyle Y_{a,b}(\theta ,\phi )}는 구면 조화 함수를 의미한다:
{\displaystyle Y_{a,b}(\theta ,\phi )={\begin{cases}(-1)^{b}{\sqrt {{\frac {2a+1}{4\pi }}{\frac {(a-b)!}{(a+b)!}}}}P_{a}^{b}(\cos \theta )e^{ib\phi }&{\text{if }}a>0\\Y_{-a-1,b}(\theta ,\phi )&{\text{if }}a<0\end{cases}}}
여기서 {\displaystyle P_{a}^{b}}는 연관 르장드르 다항식이다. (Ω의 정의는 {\displaystyle Y_{0,1}}와 같이 존재하지 않는 구면 조화 함수를 포함할 수 있지만, 그 계수는 0이 될 것이다.)
다음은 이러한 각 함수들의 일부 동작이다. 표현을 단순화하기 위해 정규화 인자는 생략되었다.
{\displaystyle \Omega _{-1,-1/2}\propto {\binom {0}{1}}}
{\displaystyle \Omega _{-1,1/2}\propto {\binom {1}{0}}}
{\displaystyle \Omega _{1,-1/2}\propto {\binom {(x-iy)/r}{z/r}}}
{\displaystyle \Omega _{1,1/2}\propto {\binom {z/r}{(x+iy)/r}}}
이로부터 S1/2 궤도함수(k = −1)에서 Ψ의 위 두 성분은 슈뢰딩거 S 궤도함수처럼 궤도 각운동량이 0이지만, 아래 두 성분은 슈뢰딩거 P 궤도함수와 같은 궤도함수임을 알 수 있다. P1/2 해(k = 1)에서는 상황이 역전된다. 두 경우 모두, 각 성분의 스핀은 z축 주위의 궤도 각운동량을 보상하여 z축 주위의 총 각운동량에 대한 올바른 값을 제공한다.
두 Ω 스피너는 다음 관계를 따른다:
{\displaystyle \Omega _{k,m}={\begin{pmatrix}z/r&(x-iy)/r\\(x+iy)/r&-z/r\end{pmatrix}}\Omega _{-k,m}}
함수 {\displaystyle g_{n,k}(r)}와 {\displaystyle f_{n,k}(r)}를 쓰기 위해 스케일된 반지름 ρ를 정의하자:
{\displaystyle \rho \equiv 2Cr}
단,
{\displaystyle C={\frac {\sqrt {\mu ^{2}c^{4}-E^{2}}}{\hbar c}}}
여기서 E는 위에 주어진 에너지({\displaystyle E_{n\,j}})이다. 또한 γ를 다음과 같이 정의한다:
{\displaystyle \gamma \equiv {\sqrt {k^{2}-Z^{2}\alpha ^{2}}}}
{\displaystyle g_{n,k}(r){\text{ 및 }}f_{n,k}(r)}는 차수 {\displaystyle n-|k|-1} 및 {\displaystyle n-|k|}의 두 일반화 라게르 다항식을 기반으로 한다:
{\displaystyle g_{n,k}(r)=A\rho ^{\gamma }e^{-\rho /2}\left(Z\alpha \rho L_{n-|k|-1}^{(2\gamma +1)}(\rho )+(\gamma -k){\frac {\gamma \mu c^{2}-kE}{\hbar cC}}L_{n-|k|}^{(2\gamma -1)}(\rho )\right)}
{\displaystyle f_{n,k}(r)=A\rho ^{\gamma }e^{-\rho /2}\left((\gamma -k)\rho L_{n-|k|-1}^{(2\gamma +1)}(\rho )+Z\alpha {\frac {\gamma \mu c^{2}-E}{\hbar cC}}L_{n-|k|}^{(2\gamma -1)}(\rho )\right)}
여기서 A는 감마 함수를 포함하는 정규화 상수이다:
{\displaystyle A={\frac {1}{\sqrt {2k(k-\gamma )}}}{\sqrt {{\frac {C}{n-|k|+\gamma }}{\frac {(n-|k|-1)!}{\Gamma (n-|k|+2\gamma +1)}}{\frac {1}{2}}\left(\left({\frac {Ek}{\gamma \mu c^{2}}}\right)^{2}+{\frac {Ek}{\gamma \mu c^{2}}}\right)}}}
f는 g에 비해 작다 (아주 작은 r을 제외하고는). 이는 k가 양수일 때 첫 번째 항이 지배적이고 α가 γ−k에 비해 크며, k가 음수일 때 두 번째 항이 지배적이고 α가 γ−k에 비해 작기 때문이다. 지배적인 항은 해당 슈뢰딩거 해와 상당히 유사하다는 점에 유의하라 – 라게르 다항식의 위쪽 지수는 약간 작고 (2ℓ+1 대신 2γ+1 또는 2γ−1, 가장 가까운 정수), ρ의 거듭제곱도 마찬가지이다 (ℓ 대신 γ 또는 γ−1, 가장 가까운 정수). 지수 붕괴는 슈뢰딩거 해보다 약간 빠르다.
정규화 인자는 절대값의 제곱의 전 공간 적분 값을 1로 만든다.

### k = −n인 특수 경우
k = −n (주어진 n에 대해 가능한 가장 높은 j에 해당, 예: 1S1/2, 2P3/2, 3D5/2...)일 때, {\displaystyle g_{n,k}(r)} 및 {\displaystyle f_{n,k}(r)}은 다음과 같다:
{\displaystyle g_{n,-n}(r)=A(n+\gamma )\rho ^{\gamma }e^{-\rho /2}}
{\displaystyle f_{n,-n}(r)=AZ\alpha \rho ^{\gamma }e^{-\rho /2}}
여기서 A는 다음과 같이 축소된다:
{\displaystyle A={\frac {1}{\sqrt {2n(n+\gamma )}}}{\sqrt {\frac {C}{2\gamma ^{2}n^{2}\Gamma (2\gamma +1)}}}}
인자 Zα 때문에 f(r)이 g(r)에 비해 작다는 점에 유의하라. 또한 이 경우 에너지는 다음과 같이 주어진다:
{\displaystyle E_{n,n-1/2}={\frac {\gamma }{n}}\mu c^{2}={\sqrt {1-{\frac {Z^{2}\alpha ^{2}}{n^{2}}}}}\,\mu c^{2}}
그리고 반경 붕괴 상수 C는 다음과 같다:
{\displaystyle C={\frac {Z\alpha }{n}}{\frac {\mu c^{2}}{\hbar c}}.}

### 1S 궤도함수
여기에 1S1/2 궤도함수(스핀 업, 정규화되지 않음)가 있다:
{\displaystyle \Psi \propto {\begin{pmatrix}(1+\gamma )r^{\gamma -1}e^{-Cr}\\0\\iZ\alpha r^{\gamma -1}e^{-Cr}z/r\\iZ\alpha r^{\gamma -1}e^{-Cr}(x+iy)/r\end{pmatrix}}}
γ는 1보다 약간 작으므로, 위 함수는 r의 지수적으로 감소하는 함수와 유사하지만, 아주 작은 r에서는 이론적으로 무한대로 간다. 하지만 {\displaystyle r^{\gamma -1}}의 값은 {\displaystyle 10^{1/(\gamma -1)}}보다 작은 r 값에서만 10을 초과하며, 이는 Z가 매우 크지 않는 한 매우 작은 숫자(양성자 반지름보다 훨씬 작음)이다.
1S1/2 궤도함수(스핀 다운, 정규화되지 않음)는 다음과 같다:
{\displaystyle \Psi \propto {\begin{pmatrix}0\\(1+\gamma )r^{\gamma -1}e^{-Cr}\\iZ\alpha r^{\gamma -1}e^{-Cr}(x-iy)/r\\-iZ\alpha r^{\gamma -1}e^{-Cr}z/r\end{pmatrix}}}
이들을 혼합하여 스핀이 다른 방향으로 향하는 궤도함수를 얻을 수 있다:
{\displaystyle \Psi \propto {\begin{pmatrix}(1+\gamma )r^{\gamma -1}e^{-Cr}\\(1+\gamma )r^{\gamma -1}e^{-Cr}\\iZ\alpha r^{\gamma -1}e^{-Cr}(x-iy+z)/r\\iZ\alpha r^{\gamma -1}e^{-Cr}(x+iy-z)/r\end{pmatrix}}}
이는 스핀과 각운동량 축이 x 방향을 가리키는 것에 해당한다. "다운" 스핀에 i를 곱하여 "업" 스핀에 더하면 y 방향으로 향하는 궤도함수가 된다.

### 2P1/2및 2S1/2궤도함수
다른 예로, 2P1/2 궤도함수(스핀 업)는 다음에 비례한다:
{\displaystyle \Psi \propto {\begin{pmatrix}\rho ^{\gamma -1}e^{-\rho /2}\left(Z\alpha \rho +(\gamma -1){\frac {\gamma \mu c^{2}-E}{\hbar cC}}(-\rho +2\gamma )\right)z/r\\\rho ^{\gamma -1}e^{-\rho /2}\left(Z\alpha \rho +(\gamma -1){\frac {\gamma \mu c^{2}-E}{\hbar cC}}(-\rho +2\gamma )\right)(x+iy)/r\\i\rho ^{\gamma -1}e^{-\rho /2}\left((\gamma -1)\rho +Z\alpha {\frac {\gamma \mu c^{2}-E}{\hbar cC}}(-\rho +2\gamma )\right)\\0\end{pmatrix}}}
( {\displaystyle \rho =2rC}임을 기억하라. C는 1S 궤도함수의 약 절반이지만, γ는 여전히 동일하다.)
ρ가 α에 비해 작을 때(또는 r이 {\displaystyle \hbar c/(\mu c^{2})}에 비해 작을 때) "S"형 궤도함수가 지배적이라는 점(비스피너의 세 번째 성분)에 유의하라.
2S1/2 스핀 업 궤도함수의 경우 다음과 같다:
{\displaystyle \Psi \propto {\begin{pmatrix}\rho ^{\gamma -1}e^{-\rho /2}\left(Z\alpha \rho +(\gamma +1){\frac {\gamma \mu c^{2}+E}{\hbar cC}}(-\rho +2\gamma )\right)\\0\\i\rho ^{\gamma -1}e^{-\rho /2}\left((\gamma +1)\rho +Z\alpha {\frac {\gamma \mu c^{2}+E}{\hbar cC}}(-\rho +2\gamma )\right)z/r\\i\rho ^{\gamma -1}e^{-\rho /2}\left((\gamma +1)\rho +Z\alpha {\frac {\gamma \mu c^{2}+E}{\hbar cC}}(-\rho +2\gamma )\right)(x+iy)/r\end{pmatrix}}}
이제 첫 번째 성분은 S-유형이며 ρ = 2 근처의 반경에서 0이 되는 지점이 있는 반면, 아래 두 성분은 P-유형이다.

### 음의 에너지 해
핵으로부터 무한히 분리된 전자의 에너지보다 낮은 에너지를 갖는 속박 상태 외에도, 핵과 상호작용하는 구속되지 않은 전자에 해당하는 더 높은 에너지에서 디랙 방정식의 해가 존재한다. 이 해들은 정규화될 수 없지만, r이 무한대로 갈 때 0으로 수렴하는 해를 찾을 수 있다 (이는 {\displaystyle |E|<\mu c^{2}}일 때, 위에서 언급된 속박 상태의 E 값을 제외하고는 불가능하다). {\displaystyle E<-\mu c^{2}.}인 유사한 해들도 존재한다. 이 음의 에너지 해들은 핵이 전자를 끌어당기는 대신 밀어내는 경우에 대해 반대 에너지를 갖는 양의 에너지 해와 유사하지만, 위 두 성분의 해가 아래 두 성분의 해와 자리를 바꾼다는 점이 다르다.
디랙 방정식의 음의 에너지 해는 핵에 의해 가해지는 쿨롱력이 없는 경우에도 존재한다. 디랙은 이러한 상태의 거의 전부가 이미 채워져 있다고 가정할 수 있다고 가설을 세웠다. 이 음의 에너지 상태 중 하나가 채워져 있지 않다면, 이는 양전하를 띤 핵에 의해 반발되는 전자가 있는 것처럼 나타난다. 이는 디랙이 양전하를 띤 전자의 존재를 가설화하도록 촉발시켰고, 그의 예측은 양전자의 발견으로 확인되었다.

## 고르돈의 디랙 방정식 해를 넘어서
점 같은 비자성 핵에 의해 생성되는 단순 쿨롱 퍼텐셜을 가진 디랙 방정식은 최종적인 답이 아니었으며, 그 예측은 앞서 언급했듯이 실험 결과와 차이가 있다. 더 정확한 결과에는 램 이동(양자 전기역학에서 발생하는 복사 보정) 및 초미세 구조가 포함된다.

## 같이 보기
- 리드버그 원자
- 포지트로늄
- 별난 원자
- 두 전자 원자
- 수소 분자 이온

## 참고 문헌
- Gerald Teschl (2009). 《Mathematical Methods in Quantum Mechanics; With Applications to Schrödinger Operators》. 미국 수학회. ISBN 978-0-8218-4660-5.
- Tipler, Paul & Ralph Llewellyn (2003). Modern Physics (4th ed.). New York: W. H. Freeman and Company. ISBN 0-7167-4345-0